# Stanisław Skarbek (1780–1848)
Stanisław Marcin Skarbek z Gury herbu Habdank (ur. 20 listopada 1780 w Obertynie, zm. 27 października 1848 we Lwowie) – polski hrabia, ziemianin galicyjski, przemysłowiec, filantrop, mecenas kultury.

## Życiorys

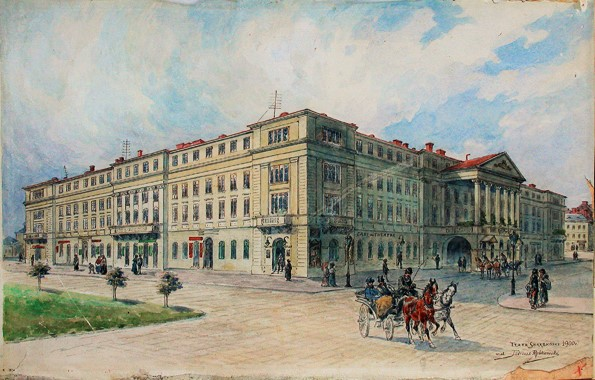
Teatr Skarbkowski we Lwowie (1900)

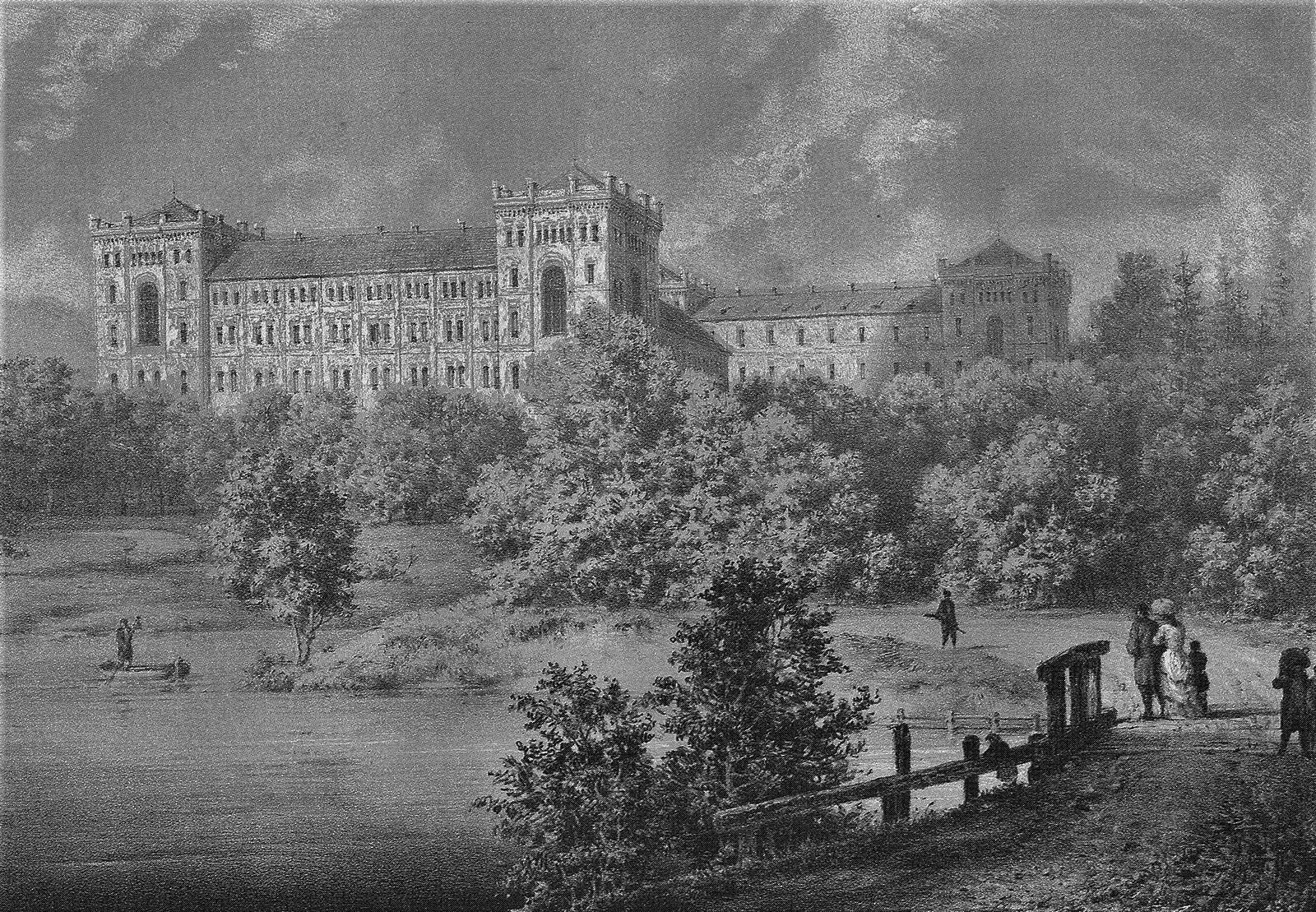
Zakład Sierot i Ubogich w Drohowyżu (rys. Napoleon Orda z XIX wieku)

Stanisław Skarbek  z Gury urodził się 20 listopada 1780 w Obertynie. Wywodził się z rodu Skarbków herbu Habdank. Był wnukiem chorążego kołomyjskiego i starosty sołotwińskiego Rafała Ludwika Skarbka i Teresy z domu Bogusz herbu Półkozic, córki Jana Marcina, chorążego wojsk koronnych, starosty czerwonogrodzkiego oraz synem hrabiego Jana Skarbka i Teresy z domu Bielskiej. Kilka dni po jego narodzinach zmarła matka, a ojca stracił, gdy miał cztery lata. Miał o rok młodszego brata Ignacego. Ich wychowaniem zajmowała się ciotka Julia Rzewuska.
Uczył się w szkołach publicznych we Lwowie do 1800. Po ukończeniu 21 roku życia został uznany pełnoletnim i w 1801 objął majątek Rożniatów (który przypadł mu po dziadku w 1793). W 1802 odziedziczył dobra ziemskie Brzozdowce po swojej ciotce i opiekunce hr. Juliannie Rzewuskiej z domu Skarbek. 
Podjął szeroko zakrojoną działalność przedsiębiorczą. Był intendentem żup solnych i dóbr narodowych w obwodzie stryjskim i samborskim. Dostarczał paliwo dla miasta Lwowa. Wstąpił do cechu handlarzy wołów i prowadził woły na targi do Ołomuńca i do Wiednia. Tym samym zerwał z tradycją działalności nie tylko własnego rodu, ale i stanu szlacheckiego. Po powstaniu strajku rzeźników w Wiedniu założył własne jatki w tym mieście. W swoich majątkach łączył charakter rolniczy, fabryczny i przemysłowy gospodarstw. Zakładał tartaki, młyny, huty, browary, gorzelnie, kopalnie, żupy. Dzierżawił prawo propinacji w okolicach Rożniatowa i sprzedawał wyroby alkoholowe swojej produkcji. Posiadał także placówki handlowe. Z uzyskanych dochodów spłacał długi i nabywał uprzednio sprzedane majątki (np. w 1836 odkupił Brzozdowce sprzedane w 1822). W 1812 był mianowanym przez Rząd Narodowy intendentem żup i dóbr narodowych w obwodach stryjskim i samborskim. Po upadku powstania listopadowego (1831) poświęcił się pracy na rzecz poprawy dobrobytu narodowego i oświaty.
Pod koniec lat 30. przystąpił do budowy polskiego teatru we Lwowie, ukończonego w 1842, którego był pierwszym dyrektorem. Aktem z 1 sierpnia 1843 ufundował i 24 października 1848 potwierdził w testamencie Zakład Sierot i Ubogich w Drohowyżu, w którym przewidział umieszczenie 400 ubogich chrześcijan i 600 chrześcijańskich sierót obojga płci, w późniejszych latach dającego dożywotnie schronienie starcom i wychowującego osieroconych chłopców i dziewcząt. Swoje posiadłości: Rożniatów, Brzozdowce, Żydaczów, Żabie i Stupijka, Drohowyże, Teatr we Lwowie, polecił poświęcić na utrzymanie Instytutu Drohowyzkiego, w którym dzieci-sieroty były utrzymywane, kształcone i uczone prac i rzemiosła, a ubogim starcom zapewniano schronienie i wyżywienie. Darowany majątek hr. Skarbka zajmował obszar w Małopolsce Wschodniej o powierzchni około 33 000 ha (większość stanowiły lasy), ponadto wspomniany teatr we Lwowie i realności w tym mieście, a także kapitał.
27 lipca 1817 został mianowany c. k. podkomorzym Jego Ces. Kr. Apost. Mości (przyrzeczenie złożył 12 września 1817). Otrzymał też godność c. k. rzeczywistego tajnego radcy. W kraju koronnym Cesarstwa Austrii do śmierci był członkiem wydziału krajowego (Landesausschuss) w grupie dostojników krajowych (Landesawürde) ze stanu panów. Był także c. k. łowczym (Obristland-Jägermeister). Został odznaczony Krzyżem Komandorskim Orderu Świętego Stefana. Był członkiem C. K. Galicyjskiego Towarzystwa Gospodarskiego. Do końca życia hr. Skarbek był właścicielem majątków: Brzozdowce, Drohowyże, Opary, Ostałowice, Rożniatów, Smorze, Żabie. Łącznie na dobra ziemskie hr. Skarbka składało się trzy miasta i 29 wsi (według innego źródła 37).
Jego zawarte w 1814 małżeństwo z Zofią Jabłonowską zakończyło się rozwodem po kilku latach pożycia, po którym Zofia niezwłocznie poślubiła Aleksandra Fredrę. Zmarł 27 października 1848 w swoim mieszkaniu w założonym przez siebie teatrze we Lwowie. Pierwotnie został pochowany na Cmentarzu Łyczakowskim. Po niespełna 40 latach, 8 maja 1888 jego szczątki uroczyście przeniesiono do kaplicy w Drohowyżu. W listopadzie 1937 miało miejsce włamanie do grobowca rodzinnego S. Skarbka w Drohowyżu, w trakcie którego uszkodzono także trumnę z jego szczątkami.
Pomnik Stanisława Skarbka stał w foyer Teatru Miejskiego we Lwowie.

Był to szlachcic o całą głowę wyższy od swoich współczesnych, mądry po nad przesądy, szlachcic, który pojmował szlachetność na punkcie własnej pracy i godności człowieka i tem właśnie wzniósł się ponad poziom ogółu. Przewodnią ideą jego życia była zasada, że praca uzacnia i uszlachetnia człowieka.

## Fundacja
Została ustanowiona Fundacja Stanisława hr. Skarbka w Drohowyżu. Po śmierci hr. St. Skarbka, wobec braku potomstwa tj. bezpośrednich spadkobierców, jako kuratorzy fundacji występowali krewni fundatora.
Według stanu z 1914 stanowiły ją dobra ziemskie: Brzozdowce, Drohowyże (w tym zabudowania zakładu), Grzęda, Wulka Grzędecka, Opary, Ostałowice, Rożniatów, Smorze, Klimiec, Kulików, Żabie, Żydaczów oraz we Lwowie gmach teatralny Zwierzyniec Skarbka (wcześniej pod nazwą Kortumówka).
Fundacja zarządzała odrębną, ustanowioną w 1870 Fundacją Władysława hr. Skarbka, której celem było premiowane wyposażenie rękodzielników, występujących z Zakładu Drohowyskiego i zakładających samodzielny zakład rękodzielniczy.
Pod koniec lat 30. XX wieku nadal funkcjonowała Fundacja Stanisława hr. Skarbka. W okresie II Rzeczypospolitej ostatnim kuratorem Fundacji hr. Stanisława Skarbka był oficer Wojska Polskiego, późniejszy pułkownik Stanisław Skarbek. W tym czasie Fundacja była uważana za jedną z największych w Europie, zarówno pod względem liczebności wychowanków, jak też z uwagi na wielkość substancji użytkowej.